# ブリストルガラス
ブリストルガラス（英語: Bristol blue glass）は、18世紀から1920年代までと1980年代以降にイギリス・ブリストルで製造されているガラス製品である。

## 歴史
18世紀後半、ブリストルで商人や焼き物師をしていたリチャード・チャンピオンが科学者のウィリアム・クックワーシーと共同でブリストル磁器を製造した。クックワーシーは白い磁器に酸化コバルトを使用して良品質の青色の絵付を行う研究を開始し、そしてザクセンのロイヤルザクセン・コバルトワークスから酸化コバルトの独占的輸入権を得た。ブリストルガラスの発祥は確定していないが、その品質と美しさはたちまち評判となって、市内に17つのガラス工房が設けられたとされている。
ラザルスとアイザック・ジェイコブスは1780年代における有名なブリストルガラス製造者であった。ラザルスとジェイコブスはドイツ・フランクフルト・アム・マインからブリストルへ移民として来たユダヤ人であった。 1774年、17歳のアイザックはブリストル・108テンプルストリートで父が経営していたガラス加工商社と共同して、クックワーシーから輸入した酸化コバルトを用いたブリストルガラスをナショナルブランドとして立ち上げた。アイザックは責任者として企業を成長させ、商品販売事業を拡大させた。アイザックの企業はやがて王室御用達の地位を築き、ヨーロッパの貴族用にブリストルガラスを製造するようになった。 ブリストルガラスメーカーはヴィクトリア (イギリス女王) とアルバート王子によって開催されたロンドン万国博覧会 (1851年) において製造過程を披露する実演会に招待された。この時代のおけるクランベリーガラスはルビー色に輝くクリスタルガラスに24カラットの金を付加させたものが初めて製造された。
1923年、ブリストルガラスの製造は中断された。

## 再興
1988年、ブリストルでガラス製造者を行っていたジェームズ・アドリントンとピーター・シンクレアは手作りのブリストルガラスの展示会を開催した。この展示会はブリストルでの吹きガラス製造の再興と、南西イングランドにおけるガラス工房への仕事を供給する企業の創設へと導いた。現在、ブリストルガラスは1988年創業のブリストルガラス製造会社によってブリスリントンで製造を行なっている。
1990年代、ジョン・ハーベイ・アンド・サンズはブリストル産のクリームというシェリーワイン入りのブリストルガラスの瓶を販売し始めた。

## 製造過程

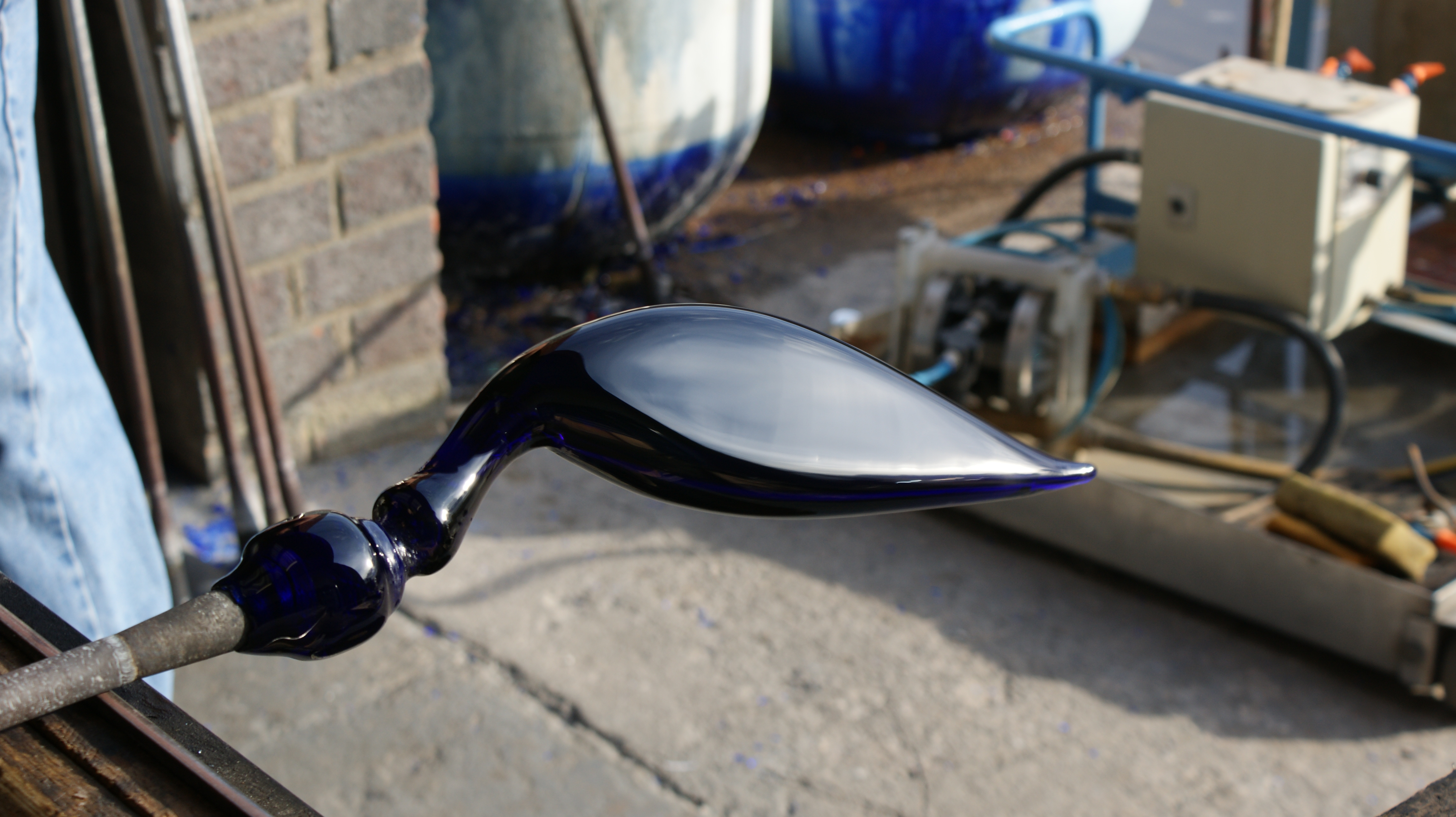
ブリストルガラスを鷺の胴体状に模したもの
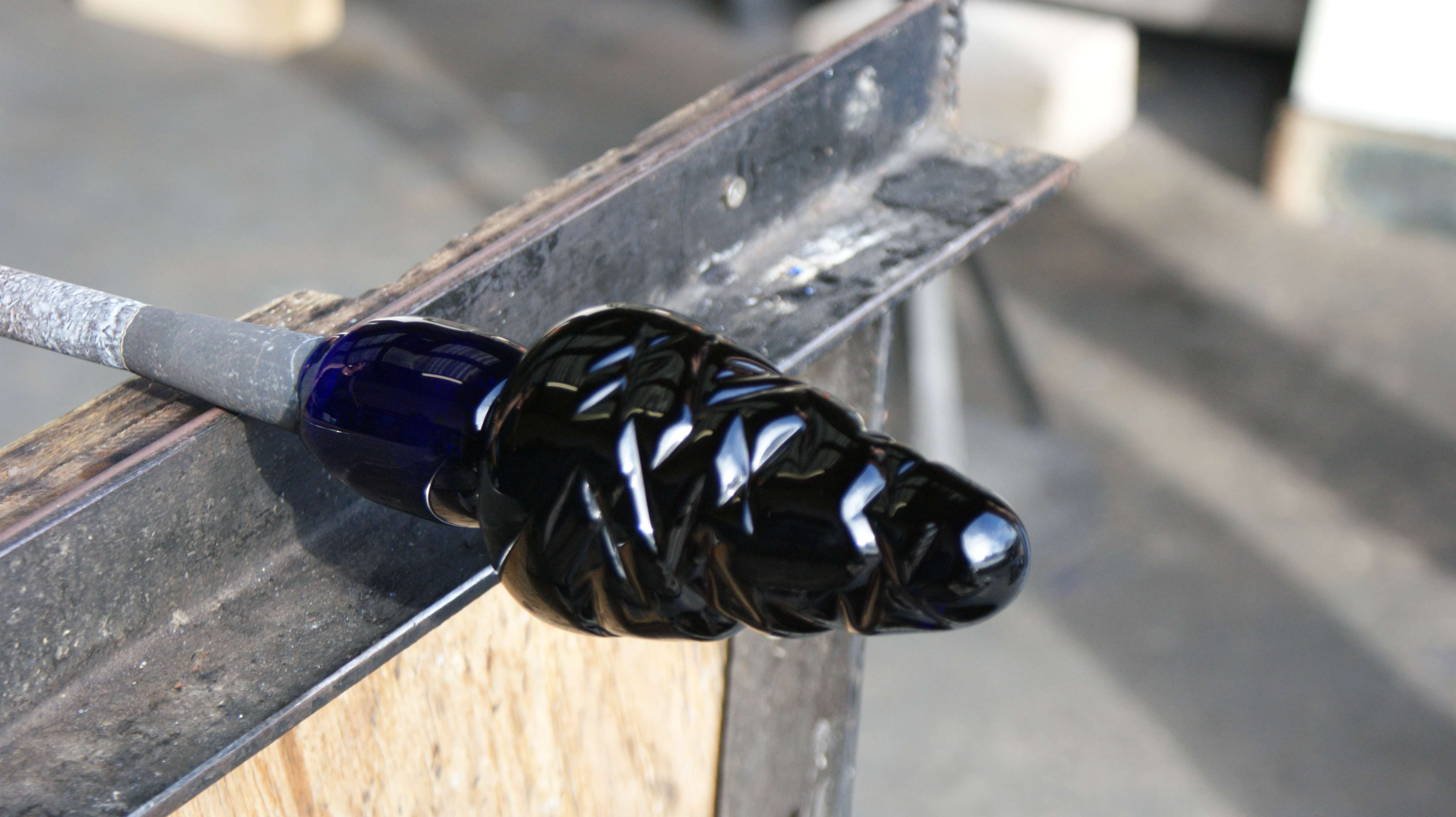
ブリストルガラスを鷺のくちばし状に模したもの
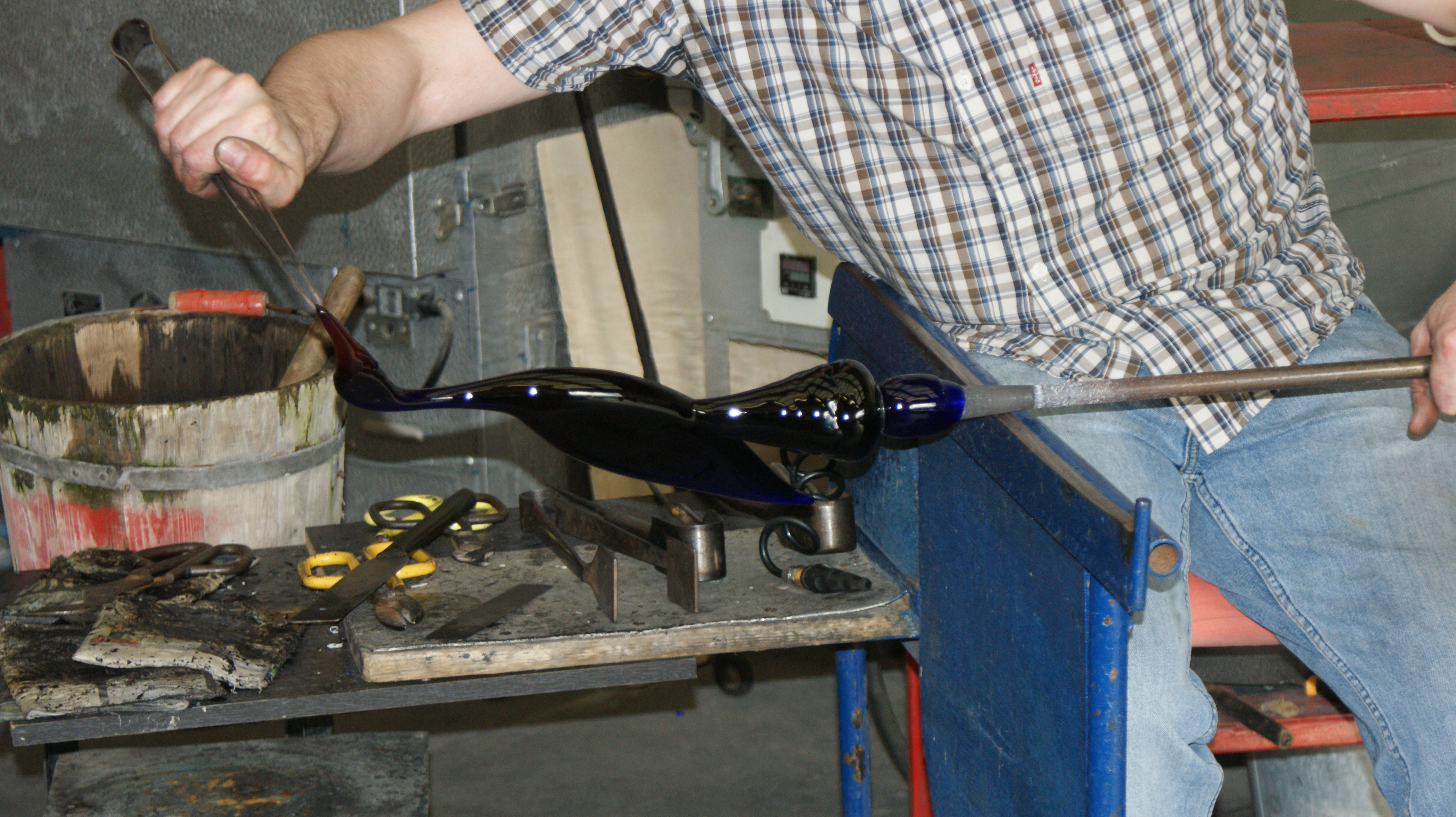
鷺状のブリストルガラスでくちばしを固定している様子
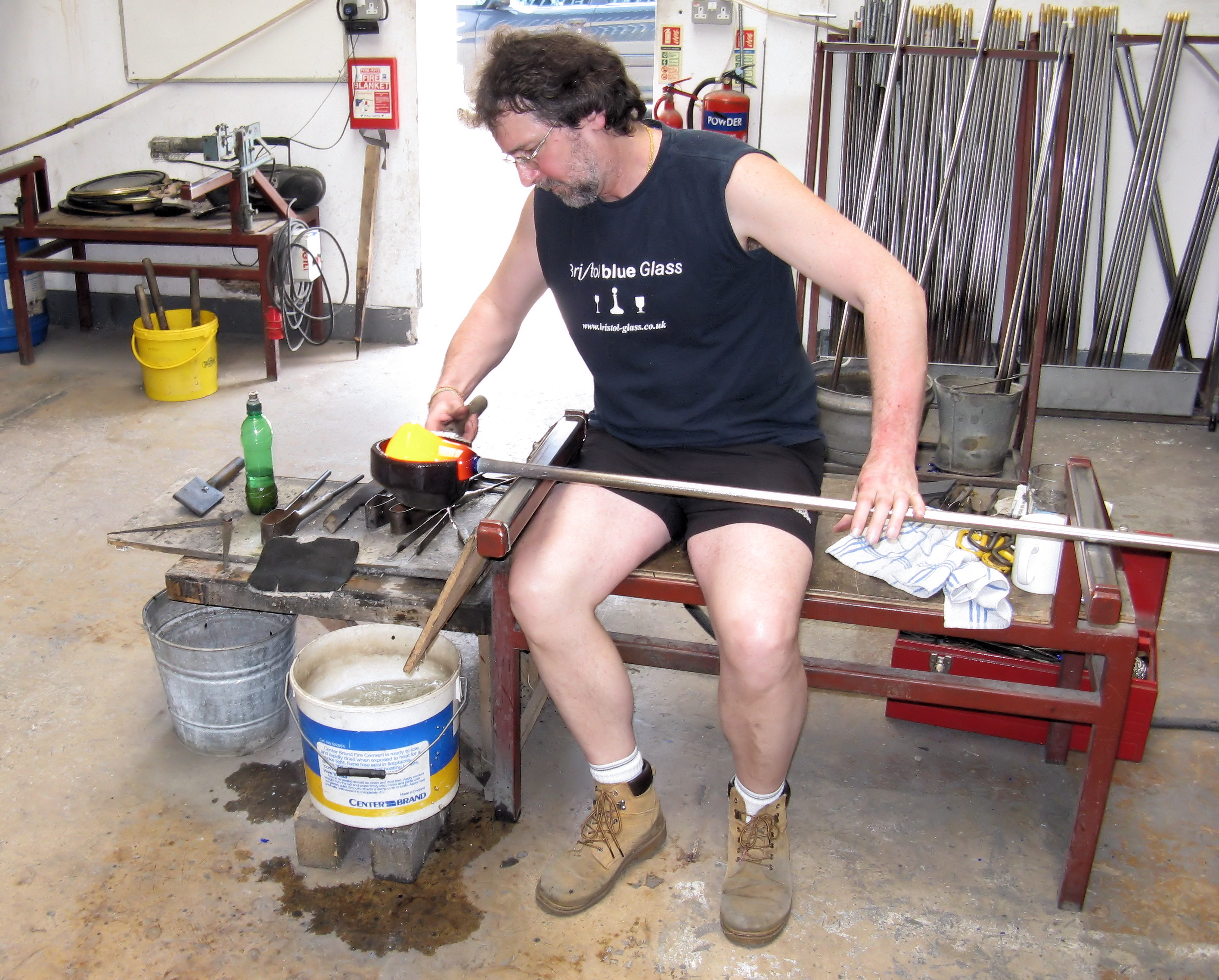
ブリストルブルー色のシップスデキャンタの製造過程

## 化学組成
ブリストルガラスの深く明るい青色を構成している成分は酸化コバルト(II) を含有しており、さらに一酸化鉛 (PbO) が約24%混入している。